# 日産東京販売
日産東京販売株式会社（にっさんとうきょうはんばい）とは、東京都品川区に本社のある日産車の販売会社である。日産東京販売ホールディングスの100%子会社。
2021年7月1日、日産プリンス東京販売株式会社が日産プリンス西東京販売・東京日産自動車販売を吸収合併し、商号変更された。

## 概要
プリンス東京店舗としては、東京都23区を中心に新車44店舗、中古車11店舗を展開している。また、ルノー車も取り扱っており、世田谷、練馬、小平、八王子、稲城に店舗を構える。
日産プリンス東京販売のディーラーステッカーは、「N」と「P」の文字を組み合わせたデザインのもの、「Being Active」と書かれたデザインのもの、「FOR EACH TOMORROW」と書かれたデザインのものと幾度のデザイン変更を経ているが、現在でも旧車ファン、旧プリンスファン、日産ファン、スカイラインオーナー、スカイラインファンなどに根強い人気がある。

## 沿革
- 1968年（昭和43年）
  - 6月1日 - 日産プリンス自動車販売株式会社東京支店を独立する形で（初代）日産プリンス東京販売株式会社を設立。
  - 6月24日 - 日産プリンス台東販売株式会社・日産プリンス大田販売株式会社・東京プリンス整備株式会社を合併。
- 1969年（昭和44年）- 日産プリンス東京販売のサニー部門が日産サニー東京販売株式会社として独立。
- 1977年（昭和52年） - 東京日産モーターと東都日産モーターが合併。
- 1989年（平成元年） - 日産チェリー東京販売株式会社が（初代）日産プリンス東京販売株式会社を合併し（2代目）日産プリンス東京販売株式会社に商号変更。
- 1994年（平成6年）1月　- 日産サニー東京販売が日産サニー新東京販売株式会社を合併。
- 1999年（平成11年）10月 - 日産サニー東京販売が株式会社日産サティオ東京に商号変更。
- 2001年（平成13年）
  - 7月1日 東京日産モーターと西武日産販売が合併。
  - 10月1日 - 日産サティオ東京を合併。同時に東京都内のレッドステージの再編を実施。日産サティオ東京の東京23区の店舗を継承。
- 2006年（平成18年）
  - 4月3日 - 日産プリンス東京販売が、販売部門を(3代目)日産プリンス東京販売株式会社に分割。2代目法人は資産管理を行う日産プリンス東京資産管理株式会社に商号変更。
  - 10月1日 - 日産プリンス東京販売と東京日産モーター株式会社（23区、日産・ブルーステージ）が合併。
- 2011年（平成23年）4月1日 - 日産プリンス東京販売・日産プリンス西東京販売・東京日産自動車販売において東京都の販売網の再編成を実施。
  - これに伴い、経営が日産ネットワークホールディングスから日産東京販売ホールディングスに移管される。同時に、法人・業者販売部門および東京23区内の一部店舗を日産自動車販売に移管する。
- 2014年（平成26年）4月1日 - 日産プリンス西東京販売が運営していたルノー八王子とルノー小平を統合し「ルノーNT販売」として東京エリアのルノー販売を一本化する。
- 2020年（令和2年）12月 - 首都圏の日産販売店としては初めて、葛飾金町店が新CIに基づいたデザインにリニューアルされた。
- 2021年（令和3年）7月1日 - 日産プリンス東京販売が日産東京販売株式会社に商号変更し、東京日産自動車販売と日産プリンス西東京販売を吸収合併。3社ディーラー網が1社体制になる。

## 事業所
- 本社 - 東京都品川区西五反田四丁目32番1号
- 足立店 - 東京都足立区平野二丁目10番1号
- 足立加平店 - 東京都足立区加平三丁目1番20号
- 西新井鹿浜店 - 東京都足立区椿二丁目3番6号
- 西新井大師店 - 東京都足立区西新井本町二丁目1番15号
- 西新井店 - 東京都足立区扇三丁目18番19号
- 千住店 - 東京都足立区中央本町一丁目1番3号
- 葛飾店 - 東京都葛飾区白鳥四丁目5番15号
- 葛飾金町店 - 東京都葛飾区新宿三丁目21番18号
- 葛飾立石店 - 東京都葛飾区立石五丁目3番1号
- 小岩店 - 東京都江戸川区北小岩一丁目16番8号
- 江戸川中央店 - 東京都江戸川区中央三丁目19番7号
- 江戸川店 - 東京都江戸川区中央一丁目17番8号
- 葛西店 - 東京都江戸川区西葛西四丁目2番43号
- 墨田店 - 東京都墨田区立花二丁目4番3号
- 江東店 - 東京都江東区南砂六丁目6番2号
- 亀戸店 - 東京都江東区亀戸九丁目8番9号
- 駒沢店 - 東京都世田谷区下馬六丁目10番10号
- 鮫洲店 - 東京都品川区東大井一丁目9番35号
- 大森店 - 東京都大田区大森中二丁目13番10号
- 蒲田店 - 東京都大田区東六郷二丁目19番11号
- 池上店 - 東京都大田区池上二丁目7番15号
- 雪谷店 - 東京都大田区東雪谷二丁目13番10号
- 世田谷店 - 東京都世田谷区代田一丁目24番5号
- 上馬店 - 東京都世田谷区上馬四丁目25番26号
- 246上馬店 - 東京都世田谷区上馬三丁目15番12号
- 桜新町店 - 東京都世田谷区用賀三丁目3番18号
- モータースポーツ室 - 東京都世田谷区用賀三丁目3番18号
- 上野毛店 - 東京都世田谷区上野毛一丁目28番7号
- 成城砧店 - 東京都世田谷区砧一丁目9番14号
- 成城店 - 東京都世田谷区喜多見七丁目35番24号
- 烏山店 - 東京都世田谷区北烏山一丁目3番1号
- 王子店 - 東京都北区上中里三丁目7番8号
- 中野店 - 東京都中野区野方二丁目63番7号
- 浜田山店 - 東京都杉並区浜田山三丁目7番15号
- 杉並店 - 東京都杉並区宮前四丁目30番1号
- 荻窪店 - 東京都杉並区桃井三丁目5番5号
- 谷原店 - 東京都練馬区貫井五丁目30番6号
- 大泉店 - 東京都練馬区大泉町五丁目33番6号
- 成増店 - 東京都板橋区赤塚新町三丁目14番16号
- 高島平店 - 東京都板橋区高島平七丁目1番36号
- 板橋店 - 東京都板橋区小豆沢一丁目19番4号
- 板橋中台店 - 東京都板橋区相生町13番8号
- 板橋本町店 - 東京都板橋区本町10番12号
- 練馬北町店 - 東京都練馬区北町一丁目7番6号
- P'sステージ新小岩 - 東京都葛飾区奥戸四丁目23番28号
- P'sステージ葛飾立石 - 東京都葛飾区立石五丁目2番10号
- P'sステージ葛西 - 東京都江戸川区中葛西五丁目1番1号
- カーポート鹿浜 - 東京都足立区鹿浜一丁目21番19号
- P'sステージ足立 - 東京都足立区中川四丁目31番3号
- P'sステージ荻窪 - 東京都杉並区善福寺三丁目2番18号
- P'sステージ成城 - 東京都世田谷区喜多見七丁目35番24号
- P'sステージ谷原 - 東京都練馬区谷原一丁目21番25号
- P'sステージ高島平 -  東京都板橋区高島平七丁目1番36号
- ユーカーカレスト座間 - 神奈川県座間市広野台二丁目10番3号
- 中古車流通センター - 東京都東村山市富士見町四丁目1番1号

ルノーNT販売
- ルノー世田谷 - 東京都世田谷区八幡山二丁目25番9号
- ルノー練馬 - 東京都練馬区高松三丁目2番1号
- ルノー小平 - 東京都小平市大沼町三丁目13番16号
- ルノー八王子 - 東京都八王子市大和田町二丁目21番20号
- ルノー稲城 - 東京都稲城市東長沼1709番地8

### かつて運営していた店舗
- 馬込店 - 東京都大田区西馬込一丁目2番17号
- 三田高輪店 - 東京都港区三田二丁目17番20号
- 白金店 - 東京都港区白金六丁目23番4号
- 九段店 - 東京都千代田区九段南一丁目1番5号
- 文京店 - 東京都文京区千石三丁目41番22号
- 三ノ輪店 - 東京都台東区竜泉二丁目20番号
- 清洲橋店 - 東京都江東区清澄一丁目4番5号
- 新宿店 - 東京都新宿区大京町23番
- 東中野店 - 東京都中野区東中野三丁目14番20号
- 丸山店 - 東京都新宿区西落合二丁目1番12号
- 池袋店 - 東京都豊島区東池袋四丁目39番11号
- 高円寺店 - 東京都杉並区和田三丁目18番5号
- P'sステージ鹿浜 - 東京都足立区椿二丁目2番5号
- カーポート金町 - 東京都葛飾区新宿三丁目21番16号
- モンキーロード多摩（株式会社モンキーロード多摩が運営）- 東京都八王子市柚木二丁目5番18号

## 関連会社
- 株式会社車検館
- 日産ピーズフィールドクラフト